# Cmentarz Komunalny w Mrągowie
Cmentarz Komunalny w Mrągowie – cmentarz położony w Mrągowie przy ulicy Tadeusza Młodkowskiego w północnej części miasta na granicy z Polską Wsią.

## Historia
Już w latach 70. XX wieku na Cmentarzu Komunalnym przy ulicy Brzozowej zaczęły się wyczerpywać wolne miejsca pochówków. Dodatkowo od 1986 cmentarz znalazł się w rejestrze zabytków, co utrudniało dokonywania pochówków w miejscach po splantowanych grobach. Sytuację pogarszał fakt, że był to jedyny czynny cmentarz na terenie miasta. Na miejsce nowej nekropolii wybrano teren oddalony od Starego Miasta o ponad 3 kilometry, przygotowania rozpoczęto w II połowie 1979. Cmentarz przekazano do użytkowania 31 października 1981, w tym samym dniu oficjalnie zamknięto cmentarz przy ulicy Brzozowej dla nowych pochówków, nie licząc dochowań do już istniejących grobów. Cmentarz przy ulicy Młodkowskiego kilka razy powiększano, po raz ostatni w 2010. Obecnie zajmuje obszar 5,758 ha, spoczywa na nim prawie 7000 osób. Połowa nekropolii znajduje się w granicach miasta Mrągowa, pozostała część zajmuje grunty Polskiej Wsi.

## Dojazd
Dojazd do Cmentarza Komunalnego zapewniają wybrane kursy linii autobusowych nr. 2 i 3 Zakładu Komunikacji Miejskiej w Mrągowie.

## Pochowani
- Emil Morgiewicz[3]
- Zdzisław Naniewicz
- Ryszard Soroko